# Panthera onca mesembrina
Sous-espèce
Panthera onca mesembrina, aussi connu sous le nom de Jaguar du Pléistocène Sud-Américain, est une sous-espèce éteinte de Jaguar (Panthera onca), dans la famille des Felidae. Elle aurait vécu en Amérique du Sud durant le Pléistocène.

## Description
Legendre et Roth ont examiné et comparé la masse corporelle de deux spécimens de Panthera onca mesembrina. La masse corporelle du premier a été estimée à 46,3 kg et celle du deuxième à 129,1 kg.

## Extension géographique
Des fossiles ont été trouvés en Amérique du Sud, à Cueva del Mylodon, au Chili, et à Piaui, au Brésil, et peut-être en Amérique du Nord, à Adams County, État de Washington (États-Unis).